# Eva von Bahr (maskör)
Eva Elisabet von Bahr, född 17 december 1968 i Slottsstadens församling i Malmö, är en svensk maskör och sminkör.
Hon är dotter till direktören Lars von Bahr och tandteknikern Kerstin, ogift Lindfors, samt sondotter till Robert von Bahr.
Eva von Bahr har arbetat inom svensk filmproduktion under ett 20-tal år. Tillsammans med maken Love Larson har hon Oscarsnominerats tre gånger i kategorin Bästa smink: 2015 för arbetet med Hundraåringen som klev ut genom fönstret och försvann (2013), 2016 för En man som heter Ove samt 2022 för den internationella storfilmen Dune. Hon har även Guldbaggenominerats nio gånger och vunnit fyra gånger. I övrigt har hon bland annat gjort masker till TV-serier som Äkta människor och Millennium-serien.
Eva von Bahr var gift första gången 1998–2009 med Magnus Evertsson (född 1962), med vilken hon fick en son (född 2001) och en dotter (född 2004). Andra gången gifte hon sig 2015 med maskören och sminkören Love Larson (född 1978), med vilken hon har en son (född 2009).

## Filmografi
- 1994 – Good Night Irene (maskör)
- 1995 – Lust och fägring stor (maskör)
- 1996 – Nu är pappa trött igen (maskör)
- 1996 – Den vita lejoninnan (maskör)
- 1997 – Under ytan (maskör)
- 1997 – Selma & Johanna – en roadmovie (maskör)
- 1998 – Zingo (maskör)
- 1999 – Sjön (maskör)
- 2000 – Järngänget (maskör)
- 2000 – En häxa i familjen (maskör)
- 2000 – Dubbel-8 (maskör)
- 2001 – Familjehemligheter (maskör)
- 2002 – Livet i 8 bitar (maskör)
- 2003 – Tillfällig fru sökes (maskör)
- 2003 – Skenbart (maskör)
- 2005 – God Morgon alla barn (TV-serie) (maskör)
- 2006 – Varannan vecka (maskör)
- 2006 – Vanya vet (maskör)
- 2006 – Min frus förste älskare (maskör)
- 2006 – Frostbiten (maskör)
- 2007 – Den nya människan (maskör)
- 2007 – Arn – Tempelriddaren (maskör)
- 2008 – Wallander – Sidetracked (maskör)
- 2008 – Wallander – One Step Behind (maskör)
- 2008 – Wallander – Firewall (maskör)
- 2008 – Arn – Riket vid vägens slut (maskör)
- 2009 – Superhjältejul (TV-serie) (maskör)
- 2009 – Småvilt (maskör)
- 2009 – Behandlingen (maskör)
- 2010 – Himlen är oskyldigt blå (maskör)
- 2012 – Annika Bengtzon – Studio sex (maskör)
- 2012 – Annika Bengtzon – Prime Time (maskör)
- 2012 – Nobels testamente (maskör)
- 2012 – Annika Bengtzon – Livstid (maskör)
- 2012 – Annika Bengtzon – En plats i solen (maskör)
- 2012 – Annika Bengtzon – Den röda vargen (maskör)
- 2012–2014 – Äkta människor (TV-serie)
- 2013 – Monica Z (maskör)
- 2013 – Hundraåringen som klev ut genom fönstret och försvann (maskör)
- 2014 – Krakel Spektakel (maskör)
- 2018 – Tårtgeneralen (maskör)
- 2021 – Dune (maskör)
- 2023 – Konferensen

## Utmärkelser och nomineringar
- 2014 – Nominerad till Guldbaggen för bästa maskdesign för Monica Z
- 2014 – Nominerad till Guldbaggen för bästa maskdesign för Hundraåringen som klev ut genom fönstret och försvann
- 2016 – Vann Guldbaggen för bästa maskdesign för En man som heter Ove
- 2016 – Nominerad till Oscar för bästa smink för Hundraåringen som klev ut genom fönstret och försvann
- 2017 – Nominerad till Guldbaggen för bästa maskdesign för Hundraettåringen som smet från notan och försvann
- 2017 – Vann Guldbaggen för bästa maskdesign för Jätten
- 2017 – Nominerad till Oscar för bästa smink för En man som heter Ove
- 2019 – Nominerad till Guldbaggen för bästa maskdesign för Tårtgeneralen
- 2021 – Vann Guldbaggen för bästa maskdesign för Nelly Rapp – Monsteragent
- 2022 – Nominerad till Guldbaggen för bästa maskdesign för Bränn alla mina brev
- 2022 – Nominerad till Oscar för bästa smink för Dune
- 2023 – Vann Guldbaggen för bästa maskdesign för Konferensen